# 1. florbalová liga žen 1997/1998
1. florbalová liga žen 1997/1998 byla 4. ročníkem nejvyšší ženské florbalové soutěže v Česku.
Vítězem ročníku se stejně jako ve všech předchozích třech ročnících stal tým Tatran Střešovice.
Soutěž se hrála systémem 3x  každý s každým.

## Konečná tabulka
| Poř. | Tým                  | Záp. | Výh. | Rem. | Pro. | Branky    | Body | Poznámka |
| ---- | -------------------- | ---- | ---- | ---- | ---- | --------- | ---- | -------- |
| 1.   | Tatran Střešovice    | 21   | 18   | 2    | 1    | 100 : 271 | 38   | mistr    |
| 2.   | Sparta Praha         | 21   | 13   | 5    | 3    | 97 : 471  | 31   | stříbro  |
| 3.   | FBC Liberec          | 21   | 12   | 6    | 3    | 58 : 471  | 30   | bronz    |
| 4.   | 1. SC Vítkovice      | 21   | 11   | 3    | 7    | 86 : 401  | 25   |          |
| 5.   | Bulldogs Brno        | 21   | 6    | 4    | 11   | 50 : 631  | 16   |          |
| 6.   | Děkanka Praha        | 21   | 5    | 5    | 11   | 54 : 671  | 15   |          |
| 7.   | VSK VŠB-TU Ostrava   | 21   | 3    | 4    | 14   | 34 : 691  | 10   |          |
| 8.   | FBC Gymnázium Prosek | 21   | 1    | 1    | 19   | 24 : 1431 | 3    | sestup   |